# Уэрт (округ, Джорджия)
Уэ́рт (англ. Worth County) — округ штата Джорджия, США. Население округа на 2000 год составляло 21 967 человек. Административный центр округа — город Силвестер.

## История
Округ Уорт основан в 1853 году.

## География
Округ занимает площадь 1476.3 км2.

## Демография
Согласно Бюро переписи населения США, в округе Уорт в 2000 году проживало 21 967 человек. Плотность населения составляла 14.9 человек на квадратный километр.